# Arman (pintor)
Arman, el veritable nom del qual és Armand Pierre Fernandez (Niça, 17 de novembre 1928 - Nova York, 22 d'octubre 2005), va ser un artista francès, pintor i escultor, conegut per les seves «acumulacions». Va ser un dels primers d'utilitzar directament, com a material pictòric, els objectes manufacturats, que apareixen per ell com a extensions de l'ésser humà, en un creixement i multiplicació contínua.

## Biografia

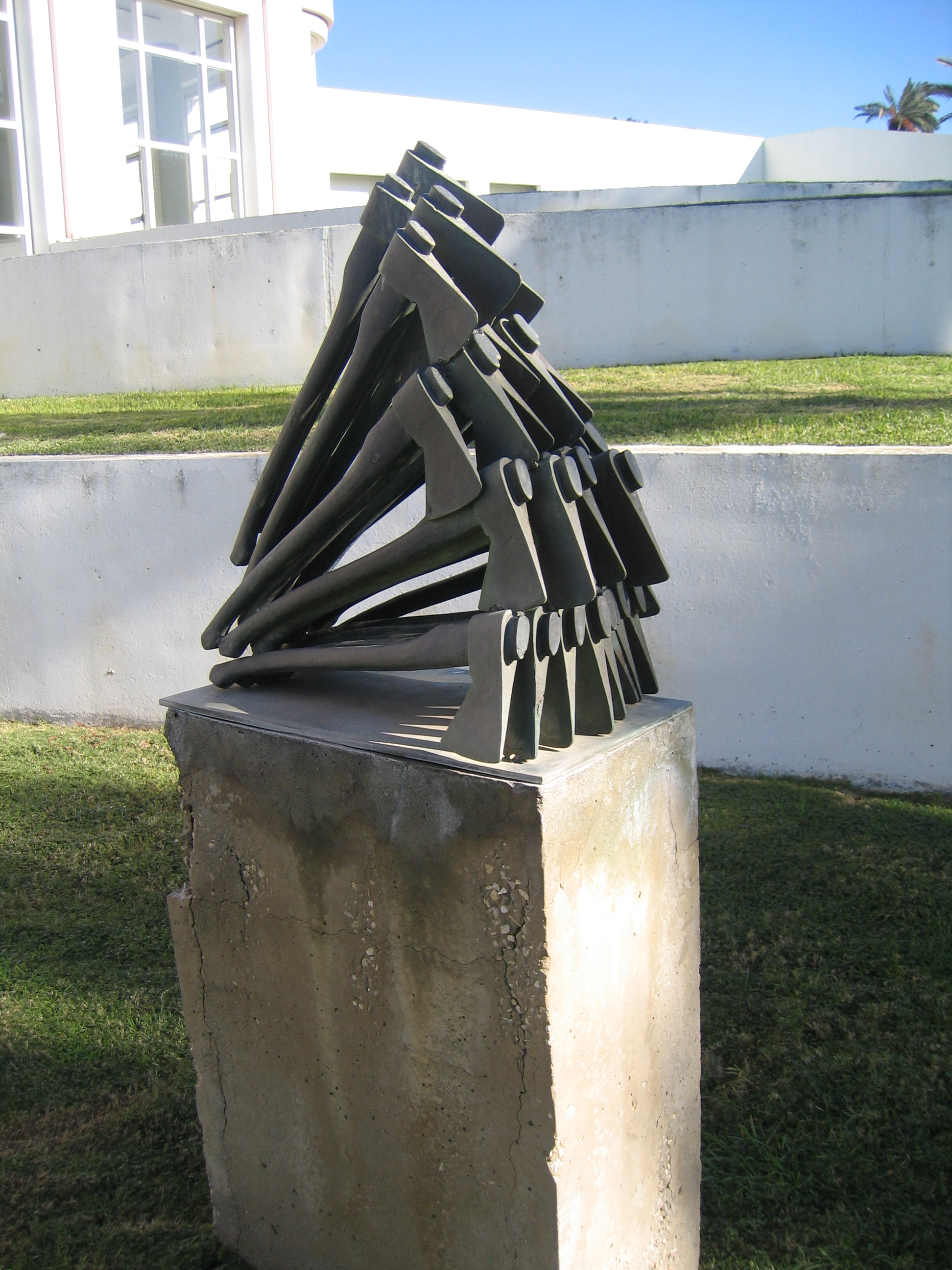
Avalanch (1990), campus de la Universitat de Tel-Aviv

Fill únic d'Antonio Fernández, venedor de mobles i antiguitats, d'origen espanyol, i de Marguerite Jacquet, d'una família d'agricultors al Loira, es mostra el jove Armand molt aviat amb dots per dibuixar i pintar. Després de graduar-se, va estudiar a l'Escola d'Arts Decoratives de Niça, i després a l'Escola del Louvre. Es va reunir amb Yves Klein i Claude Pascal a l'escola, va assistir a judo a Niça el 1947. Amb aquests dos amics, es va interessar en el temps les filosofies orientals i la teoria del Rosicrucianisme.
Fins al 1957, Arman, signa els seus treballs amb el seu cognom en homenatge a Vincent van Gogh, va decidir abandonar la lletra "d" d'Armand i formalitza la seva signatura artística l'any 1958 amb motiu d'una exposició a la galeria d'Iris Clert.
Un precedent dins al nou realisme francès, va ser l'exposició El buit realitzada el 1958 per Yves Klein, on va vendre l'espai buit de la sala,—«zones de sensibilitat pictòrica immaterial»— que va ser contestada el 1960 per Arman amb El ple, amb la mateixa galeria plena d'escombraries.
A partir de 1961, Arman va desenvolupar la seva carrera a Nova York, on vivia i treballava alternant amb la seva vida a Niça fins a 1967, i després fins a la seva mort a Vença. A Nova York, durant els primers anys es va allotjar a l'Hotel Chelsea fins a 1970, després en un loft en el Soho i el 1985 en un edifici d'apartaments a TriBeCa un barri de Manhattan, on va morir el 2005. Encara que va morir a Nova York, part de les seves cendres van ser enterrades en 2008 al cementiri del Père-Lachaise de París.